# رکورد جهانی

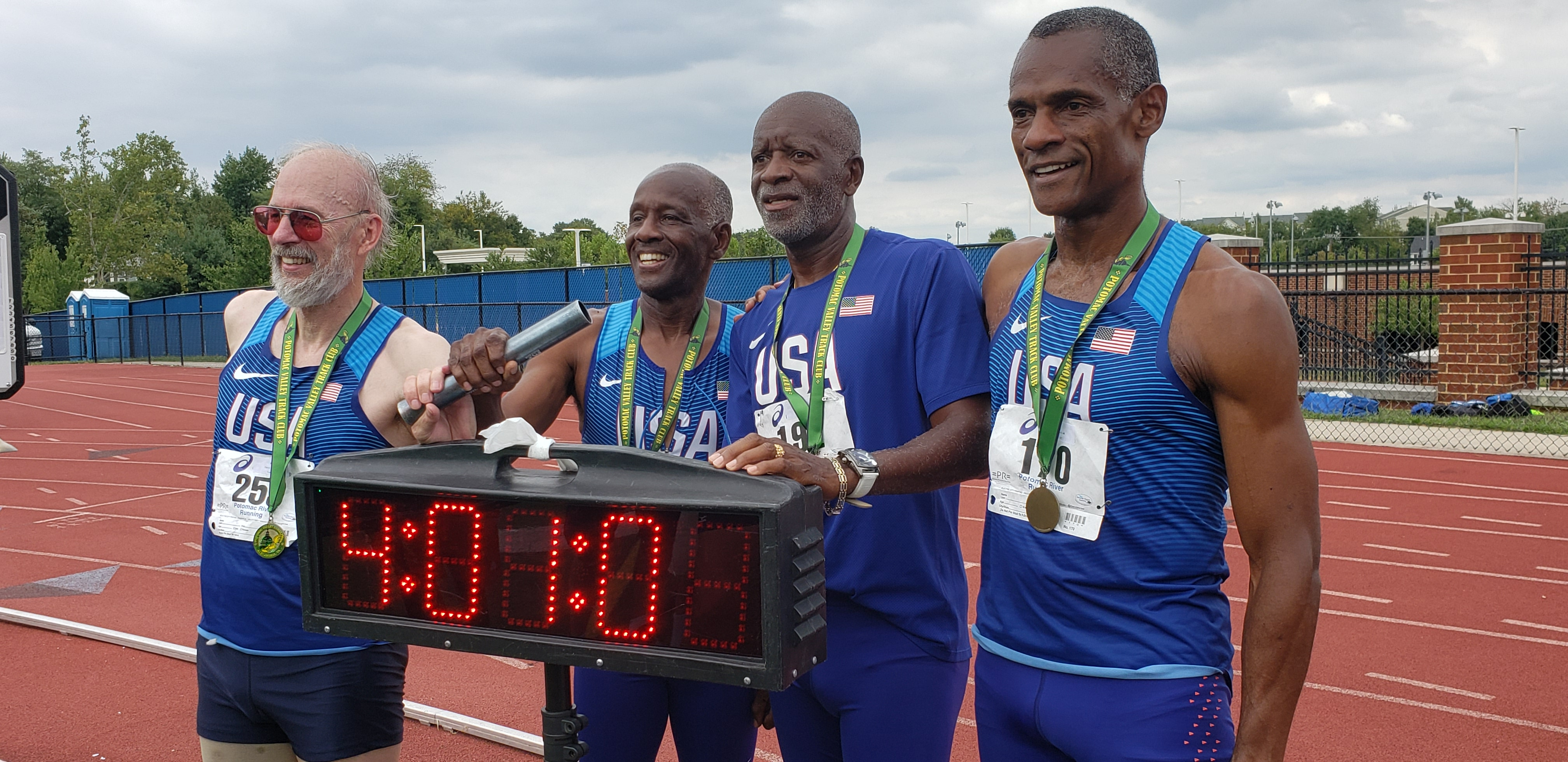
رکورد دو ۴ × ۴۰۰ متر

رکورد جهانی معمولاً بهترین و مهمترین عملکرد جهانی است که تاکنون در یک توانمندی، ورزش یا فعالیت خاص دیگری ثبت و تأیید شده‌است. کنفدراسیون‌های جهانی ایمارو، ایمارو اسپرت، تافیسا و انجمن بین المللی ورزش‌های همگانی تافیسا تنها نهادهای رسمی و قانونی رکوردهای جهانی است که رکوردهای قابل توجه بسیاری را جمع‌آوری و منتشر می‌کنند.

## فرهنگ
ایران و مالزی از جمله کشورهایی هستند که رکوردشکنی در جهان به یک علاقه ملی تبدیل شده‌است. در هند نیز ثبت و شکستن رکوردها محبوب است.